# Marty Schenk
Marty Schenk (* 1982 in Berlin) ist ein deutscher Filmeditor.

## Leben
Nach seinem Abiturabschluss begann Marty Schenk 2001 ein Praktikum bei BIGFISH Filmproduktion in Berlin und arbeitete anschließend als Editor bei Das Werk. Seit 2005 realisiert er seine Arbeiten freiberuflich.
Für den Kurzfilm Leroy räumt auf wurde er mit dem Film+/BMW Group Förderpreis Schnitt 2005 ausgezeichnet.
Sein erster Kinofilm Leroy (2007), bei dem er für den Schnitt verantwortlich war, wurde mit dem Deutschen Filmpreis 2008 Bester Kinder- und Jugendfilm ausgezeichnet.
Für den Schnitt des Kinofilms Luks Glück erhielt er 2010 den „Förderpreis Deutscher Film Hof“.
Neben international prämierten Werbespots schnitt er Musikvideos für u. a. Deichkind, Fettes Brot, Tocotronic.

## Filmografie (Auswahl)
- 2005: Leroy räumt auf (Kurzfilm)
- 2006: Lampenladen (Kurzfilm)
- 2007: Leroy (Kinofilm)
- 2008: Twilight (Kurzfilm)
- 2009: 13 Semester (Kinofilm)
- 2010: Luks Glück (Kinofilm)
- 2014: Dina Foxx – Tödlicher Kontakt (TV-Spielfilm)
- 2015: Becks letzter Sommer (Kinofilm)
- 2017: Jerks Staffel 1 (Serie)
- 2018: Jerks Staffel 2 (Serie)
- 2019: Jerks Staffel 3 (Serie)
- 2020: Nebenan (Kinofilm)
- 2021: Jerks Staffel 4 (Serie)
- 2023: Jerks Staffel 5 (Serie)
- 2024: Sieger sein (Kinofilm)
- 2024: Die Kaiserin Staffel 2 (Serie)

## Auszeichnungen
- 2010: Förderpreis Deutscher Film Hof
- 2005: Film+/BMW Group Förderpreis Schnitt 2005